# Coursetia gracilis
Coursetia gracilis är en ärtväxtart som beskrevs av Matt Lavin. Coursetia gracilis ingår i släktet Coursetia, och familjen ärtväxter. IUCN kategoriserar arten globalt som sårbar. Inga underarter finns listade i Catalogue of Life.